# Mosquero
Mosquero är administrativ huvudort i Harding County i New Mexico. En del av byn ligger i San Miguel County. Enligt 2010 års folkräkning hade Mosquero 93 invånare.